# Badminton bei den Canada Games 2011
Bei den Canada Games 2011 in Halifax wurden vom 21. bis zum 27. Februar 2011 fünf Einzel- und ein Teamwettbewerb im Badminton ausgetragen. Das Einzelturnier fand an den ersten drei Tagen statt, der Mannschaftswettbewerb an den verbleibenden vier Tagen.

## Sieger und Platzierte
| Disziplin    | Gold                              | Silber                               | Bronze                                 |
| ------------ | --------------------------------- | ------------------------------------ | -------------------------------------- |
| Herreneinzel | Alexander Pang                    | Martin Giuffre                       | Hao Li                                 |
| Dameneinzel  | Michelle Li                       | Phyllis Chan                         | Kristen Tsai                           |
| Herrendoppel | Philippe Charron Philippe Gaumond | Nathan Lee Nyl Yakura                | Logan Campbell Darren Hong             |
| Damendoppel  | Alexandra Bruce Michelle Li       | Surabhi Kadam Tracy Wong             | Caroline Beauregard Stéphanie Pakenham |
| Mixed        | Nathan Choi Kristen Tsai          | Philippe Charron Caroline Beauregard | Nyl Yakura Alexandra Bruce             |
| Team         | Ontario                           | British Columbia                     | Québec                                 |

## Medaillenspiegel
| Platz | Land             | Gold | Silber | Bronze | Gesamt |
| ----- | ---------------- | ---- | ------ | ------ | ------ |
| 1     | Ontario          | 3    | 2      | 0      | 5      |
| 2     | Alberta          | 1    | 1      | 3      | 5      |
| 3     | Québec           | 1    | 0      | 1      | 2      |
| 4     | British Columbia | 0    | 2      | 1      | 3      |
| 5     | Nova Scotia      | 0    | 0      | 0      | 0      |
|       | Total            | 5    | 5      | 5      | 15     |